# Alois Kremnitzer
Alois Kremnitzer (* 1. März 1938 in Pinggau) ist ein ehemaliger österreichischer Politiker (FPÖ) und Bundesbeamter. Er war von 1988 bis 1993 Abgeordneter zum Landtag von Niederösterreich.

## Leben
Nach dem Besuch der Volks- und Hauptschule in Friedberg in der Steiermark absolvierte Kremnitzer das Akademische Gymnasium Graz. Er studierte nach der Matura Rechtswissenschaft an der Universität Graz und promovierte 1968 zum Doktor. Zuvor hatte er 1960 als Erzieher gearbeitet und war danach von 1961 bis 1966 als stellvertretender Krankenhausverwalter aktiv. Nach seinem Präsenzdienst als Offizier auf Zeit zwischen 1966 und 1968 arbeitete er ab 1969 am Rechnungshof. 
Kremnitzer war ab 1985 als Gemeinderat in Korneuburg aktiv und übernahm 1990 das Amt des 1. Vizebürgermeisters. Zwischen dem 17. November 1988 und dem 7. Juni 1993 vertrat er die FPÖ im Niederösterreichischen Landtag, nach seinem Ausscheiden wechselte er zum Liberalen Forum. 